# Belorečensk
Belorečensk in russo Белореченск?(anche traslitterato come Belorechensk) è una città della Russia europea meridionale (kraj di Krasnodar), situata sul pedemonte settentrionale della catena del Caucaso, 95 km a sudest di Krasnodar, sul fiume Belaja; è il capoluogo amministrativo del distretto omonimo.
Fondata come fortezza nel 1863 da parte dei Cosacchi del Kuban', divenne successivamente lo stanica di Belorečenskaja, così chiamato dal nome del fiume su cui venne costruito; lo status di città venne concesso nel 1958.

## Società

### Evoluzione demografica
Fonte: mojgorod.ru
- 1959: 35.900
- 1979: 43.000
- 1989: 51.200
- 2002: 54.028
- 2007: 54.000